# Simon the Sorcerer 3D
Simon the Sorcerer 3D (также известна как Simon 3D) — компьютерная игра в жанре квеста, разработанная компанией Headfirst Productions для платформы Windows и выпущенная компанией Adventure Soft 13 апреля 2002 года. Сюжет игры продолжает историю, оборвавшуюся в конце Simon the Sorcerer II: The Lion, the Wizard and the Wardrobe, и начинается спустя немного времени после произошедших в конце второй части событий. Саймон оказывается застрявшим в странноватом мире, включаясь в гонку со временем, чтобы победить Сордида и вернуться домой.
Это первая игра серии, в которой используется трёхмерная графика. Однако, из-за того, что выход игры откладывался в течение почти двух лет, графически Simon the Sorcerer 3D выглядит устаревшей при сравнении с другими трёхмерными играми, присутствовавшими в то время на рынке. Тем не менее, обозреватели отметили, что в игре присутствует обширнейший игровой мир, в котором проигрываются 10 000 озвученных диалогов. На сайте Adventure Soft сообщалось, что прохождение игры, размещённой на двух дисках, занимает 40 часов игрового времени. Саркастическое отношение к происходящему и чёрный юмор серии перенесены и в эту часть, превосходя по своему уровню то, что можно было увидеть в Simon the Sorcerer II.
Брайан Боулс снова озвучивает Саймона.

## Персонажи
В игре присутствуют различные персонажи из первых двух частей серии: Калипсо, Болотник, Златовласка, ролевики, колючий пацанчик, Сордид, Рунт и два демона.
Есть в игре также и множество новых персонажей, развивающих идею сказочного мира: фея Крёстная, Джудас, верховный жрец Храма Жизни, хранитель Колокола Душ, мужик в яме, энтомолог, the Inbred Yokel (и Дэйзи), принц полуросликов и его клан, the Dragon Soddinell, алкоголем S.I.G.N., гномы и сжегающие их благородные сэры, героический принц, Коунмен-варвар, Джар Нин, настоящая нога Мелиссы, уэльский водитель сырного фургона, бармен-горбун, Ивет, продавец пылесосов, шериф, Поркинс, Гильдия волшебников, различные орки, уличные морские коньки, повелитель пиццы и его брат, дровосек, адвокат, Грэндальф, пьяный друид, принцесса и сэр Скуиксэлот и the Wigologist.

## Разработка
В начале разработки игра создавалась как двухмерный point’n’click-квест, но из-за утраты интереса издателя команда разработчиков решила переключиться на создание трёхмерной игры. Проект критиковали за очень долгий период разработки, в результате чего к моменту выпуска игры её графика оказалась сильно устаревшей. Из-за этого, а также по другим причинам, игра была холодно встречена критиками.
Первоначально предполагалось, что игру будет распространять компания Hasbro Interactive, но она в последнюю минуту покинула проект и вскоре после этого обанкротилась. Результатом этого партнёрства стало то, что в игре можно встретить множество отсылок к Hasbro и её продукции.

## Отзывы
Simon the Sorcerer 3D была раскритикована за низкое качество графики и неудобное управление. Тем не менее, сюжет игры, её юмор и игровой процесс удостоились похвалы, как остающиеся верными духу серии. В основном игра получила смешанные отзывы критиков: по данным GameSpot игра получила 5,8; по данным gamerankings.com игра получила 58 %.